# Distretto di Mueang Kalasin
Il distretto di Mueang Kalasin (in thailandese: เมืองกาฬสินธุ์) è un distretto (amphoe) della Thailandia, situato nella provincia di Kalasin.